# 劉暁彤
劉 暁彤（りゅう ぎょうとう、中国語: 劉 曉彤、ラテン翻記:Liu Xiaotong、女性、1990年2月16日 - ）は、中国のバレーボール選手。中国代表。

## 来歴
2013年に中国代表に初選出される。2014年のワールドグランプリファイナルにてベストアウトサイドヒッター賞（1位）を獲得した。同年9-10月の世界選手権で銀メダルを獲得、2015年ワールドカップと2016年リオ五輪では金メダルを獲得した。

## 球歴
- 三大大会
  - オリンピック - 2016年
  - 世界選手権 - 2014年、2018年
  - ワールドカップ - 2015年

## 受賞歴
- 2014年 - ワールドグランプリ ベストアウトサイドヒッター賞

## 所属クラブ
- 北京自動車（英語版）